# Numeriano
Marco Aurélio Numeriano foi o imperador romano entre 283 e 284. Era o irmão mais novo de Carino, filho do imperador romano Caro. Foi nomeado césar e "príncipe da juventude" [carece de fontes?] logo após seu irmão, mas foi ele e não Carino que acompanhou Caro na campanha contra o Império Sassânida.
Participou dos festejos da vitória junto com seu pai, e com a morte de Caro, acredita-se que Numeriano foi alçado ao mesmo nível do irmão mais velho. Foram encontradas algumas moedas onde os dois irmãos aparecem juntos, claramente colocados no mesmo grau de destaque, e ainda um medalhão de bronze onde aparece como cônsul, vestido como um típico aristocrata do Oriente grego, em vez da tradicional simplicidade romana ocidental.
Numeriano era um jovem de índole fraca para assumir um império em crise, mais interessado em literatura, apreciava escrever discursos, poemas e tinha um talento oratório que o deixou famoso nos círculos intelectuais de Roma, segundo a "Historia Augusta". Em um primeiro momento Numeriano prosseguiu com a campanha persa, já coroada inicialmente com vitórias no campo de batalha, junto com o prefeito do pretório Arrius Aper, apesar desse ser ainda suspeito de ser autor da morte de Caro. O historiador bizantino Zonaras cita que a campanha começou a se tornar um desastre quando Numeriano perdeu algumas batalhas e encerrou-a retornando a Ásia Menor, cunhando moedas onde se declara "Pacificador do Mundo".
Ainda segundo a "Historia Augusta", Numeriano, ao chegar nas vizinhanças de Nicomédia (atual İzmit), começou a sofrer com sua vista (causada, ao que parece, das longas noites sem dormir). Sempre deitado, enfraquecido, Arrius Aper aproveitou para assassiná-lo. Mas a morte não se tornou conhecida, e os soldados ficaram na ignorância. Os questionamentos eram respondidos por Aper que esclarecia que o imperador estava se recuperando mas que era muito debilitado, evitando o Sol e o vento.
Aquela situação não poderia durar muito, visto que o cadáver estava em estado de putrefação, e o odor acabou revelando a verdade dos fatos. Aper planejava convencer os soldados que Numeriano tivera "causa mortis" natural e pretendia assumir seu lugar. O exército não aceitou a trama, e também não aceitava passar o comando de Numeriano, ao irmão de Carino. Decidiu-se por dar o comando das tropas a Diocles, oficial do estado-maior, que assumindo a púrpura imperial, assassinou Aper pessoalmente. Esse mesmo Diocles passou à história como o imperador Diocleciano.